# Carretas, Zacatecas
Carretas är en ort i Mexiko.   Den ligger i kommunen Jiménez del Teul och delstaten Zacatecas, i den centrala delen av landet, 600 km nordväst om huvudstaden Mexico City. Carretas ligger 1 625 meter över havet och antalet invånare är 186.
Terrängen runt Carretas är huvudsakligen lite bergig. Carretas ligger nere i en dal. Runt Carretas är det mycket glesbefolkat, med 4 invånare per kvadratkilometer. Carretas är det största samhället i trakten. I omgivningarna runt Carretas växer huvudsakligen savannskog.